# Kelis/Diskografie
Diese Diskografie ist eine Übersicht über die musikalischen Werke der US-amerikanischen Hip-Hop- und R&B-Sängerin Kelis. Den Schallplattenauszeichnungen zufolge hat sie bisher mehr als 7,1 Millionen Tonträger verkauft, davon alleine in ihrer Heimat über drei Millionen. Ihre erfolgreichste Veröffentlichung ist die Single Bossy mit über zwei Millionen verkauften Einheiten.

## Alben

### Studioalben
| Jahr | Titel          | Höchstplatzierung, Gesamtwochen, AuszeichnungChartplatzierungen (Jahr, Titel, Platzierungen, Wochen, Auszeichnungen, Anmerkungen) | Höchstplatzierung, Gesamtwochen, AuszeichnungChartplatzierungen (Jahr, Titel, Platzierungen, Wochen, Auszeichnungen, Anmerkungen) | Höchstplatzierung, Gesamtwochen, AuszeichnungChartplatzierungen (Jahr, Titel, Platzierungen, Wochen, Auszeichnungen, Anmerkungen) | Höchstplatzierung, Gesamtwochen, AuszeichnungChartplatzierungen (Jahr, Titel, Platzierungen, Wochen, Auszeichnungen, Anmerkungen) | Höchstplatzierung, Gesamtwochen, AuszeichnungChartplatzierungen (Jahr, Titel, Platzierungen, Wochen, Auszeichnungen, Anmerkungen) | Anmerkungen                            |
| Jahr | Titel          | DE | AT | CH | UK | US | Anmerkungen                            |
| ---- | -------------- | --- | --- | --- | --- | --- | -------------------------------------- |
| 1999 | Kaleidoscope   | DE73 (8 Wo.)DE | — | CH92 (2 Wo.)CH | UK43 Gold · (20 Wo.)UK | US144 (6 Wo.)US | Erstveröffentlichung: 7. Dezember 1999 |
| 2001 | Wanderland     | — | — | CH79 (2 Wo.)CH | UK78 (1 Wo.)UK | — | Erstveröffentlichung: 17. Oktober 2001 |
| 2003 | Tasty          | DE51 (22 Wo.)DE | AT20 (12 Wo.)AT | CH14 (22 Wo.)CH | UK11 Platin · (52 Wo.)UK | US27 Gold · (15 Wo.)US | Erstveröffentlichung: 5. Dezember 2003 |
| 2006 | Kelis Was Here | DE77 (1 Wo.)DE | AT69 (1 Wo.)AT | CH22 (4 Wo.)CH | UK41 Silber · (3 Wo.)UK | US10 (6 Wo.)US | Erstveröffentlichung: 22. August 2006  |
| 2010 | Flesh Tone     | DE61 (1 Wo.)DE | — | CH49 (4 Wo.)CH | UK46 (3 Wo.)UK | US48 (1 Wo.)US | Erstveröffentlichung: 14. Mai 2010     |
| 2014 | Food           | DE81 (1 Wo.)DE | AT72 (1 Wo.)AT | CH32 (2 Wo.)CH | UK20 (2 Wo.)UK | US73 (1 Wo.)US | Erstveröffentlichung: 18. April 2014   |

### Kompilationen
| Jahr | Titel    | Höchstplatzierung, Gesamtwochen, AuszeichnungChartplatzierungen (Jahr, Titel, Platzierungen, Wochen, Auszeichnungen, Anmerkungen) | Höchstplatzierung, Gesamtwochen, AuszeichnungChartplatzierungen (Jahr, Titel, Platzierungen, Wochen, Auszeichnungen, Anmerkungen) | Höchstplatzierung, Gesamtwochen, AuszeichnungChartplatzierungen (Jahr, Titel, Platzierungen, Wochen, Auszeichnungen, Anmerkungen) | Höchstplatzierung, Gesamtwochen, AuszeichnungChartplatzierungen (Jahr, Titel, Platzierungen, Wochen, Auszeichnungen, Anmerkungen) | Höchstplatzierung, Gesamtwochen, AuszeichnungChartplatzierungen (Jahr, Titel, Platzierungen, Wochen, Auszeichnungen, Anmerkungen) | Anmerkungen                        |
| Jahr | Titel    | DE | AT | CH | UK | US | Anmerkungen                        |
| ---- | -------- | --- | --- | --- | --- | --- | ---------------------------------- |
| 2008 | The Hits | — | — | — | UK71 Gold · (1 Wo.)UK | — | Erstveröffentlichung: 1. März 2008 |

## Singles

### Als Leadmusikerin
| Jahr | Titel Album                        | Höchstplatzierung, Gesamtwochen, AuszeichnungChartplatzierungen (Jahr, Titel, Album, Platzierungen, Wochen, Auszeichnungen, Anmerkungen) | Höchstplatzierung, Gesamtwochen, AuszeichnungChartplatzierungen (Jahr, Titel, Album, Platzierungen, Wochen, Auszeichnungen, Anmerkungen) | Höchstplatzierung, Gesamtwochen, AuszeichnungChartplatzierungen (Jahr, Titel, Album, Platzierungen, Wochen, Auszeichnungen, Anmerkungen) | Höchstplatzierung, Gesamtwochen, AuszeichnungChartplatzierungen (Jahr, Titel, Album, Platzierungen, Wochen, Auszeichnungen, Anmerkungen) | Höchstplatzierung, Gesamtwochen, AuszeichnungChartplatzierungen (Jahr, Titel, Album, Platzierungen, Wochen, Auszeichnungen, Anmerkungen) | Anmerkungen                                              |
| Jahr | Titel Album                        | DE | AT | CH | UK | US | Anmerkungen                                              |
| ---- | ---------------------------------- | --- | --- | --- | --- | --- | -------------------------------------------------------- |
| 1999 | Caught Out There Kaleidoscope      | DE40 (10 Wo.)DE | — | CH35 (13 Wo.)CH | UK4 Silber · (16 Wo.)UK | US54 (12 Wo.)US | Erstveröffentlichung: 5. Oktober 1999                    |
| 2000 | Get Along with You Kaleidoscope    | — | — | — | UK51 (2 Wo.)UK | — | Erstveröffentlichung: 10. April 2000                     |
| 2000 | Good Stuff Kaleidoscope            | DE72 (8 Wo.)DE | — | CH74 (4 Wo.)CH | UK19 (7 Wo.)UK | — | Erstveröffentlichung: 5. Juni 2000                       |
| 2001 | Young, Fresh ’n’ New Wanderland    | — | — | — | UK32 (4 Wo.)UK | — | Erstveröffentlichung: 25. September 2001                 |
| 2003 | Milkshake Tasty                    | DE22 (9 Wo.)DE | AT38 (11 Wo.)AT | CH22 (13 Wo.)CH | UK2 Platin · (15 Wo.)UK | US3 Gold (Mastertone) · (22 Wo.)US | Erstveröffentlichung: 25. August 2003                    |
| 2004 | Trick Me Tasty                     | DE10 Gold · (20 Wo.)DE | AT6 (21 Wo.)AT | CH8 (27 Wo.)CH | UK2 Gold · (14 Wo.)UK | — | Erstveröffentlichung: 17. Februar 2004                   |
| 2004 | Millionaire Tasty                  | DE65 (9 Wo.)DE | AT69 (1 Wo.)AT | CH43 (7 Wo.)CH | UK3 Gold · (12 Wo.)UK | — | Erstveröffentlichung: 18. Oktober 2004 feat. André 3000  |
| 2005 | In Public Tasty                    | — | — | — | UK17 (7 Wo.)UK | — | Erstveröffentlichung: 4. April 2005 feat. Nas            |
| 2006 | Bossy Kelis Was Here               | DE64 (4 Wo.)DE | AT56 (3 Wo.)AT | CH41 (5 Wo.)CH | UK22 (6 Wo.)UK | US16 ×2Doppelplatin (Mastertone) · (20 Wo.)US                                                                                            | Erstveröffentlichung: 3. April 2006 feat. Too Short      |
| 2007 | Lil’ Star Kelis Was Here           | DE99 (1 Wo.)DE | — | — | UK3 (16 Wo.)UK | — | Erstveröffentlichung: 19. Februar 2007 feat. CeeLo Green |
| 2010 | Acapella Flesh Tone                | DE21 (5 Wo.)DE | AT36 (5 Wo.)AT | CH61 (2 Wo.)CH | UK5 Silber · (15 Wo.)UK | — | Erstveröffentlichung: 20. Februar 2010                   |
| 2010 | 4th of July (Fireworks) Flesh Tone | — | — | — | UK32 (5 Wo.)UK | — | Erstveröffentlichung: 8. Juni 2010                       |

Weitere Singles
- 2011: Brave
- 2014: Jerk Ribs
- 2014: Rumble
- 2014: Friday Fish Fry
- 2021: Midnight Snacks
- 2022: Feed Them

### Als Gastmusikerin
| Jahr | Titel Album                                          | Höchstplatzierung, Gesamtwochen, AuszeichnungChartplatzierungen (Jahr, Titel, Album, Platzierungen, Wochen, Auszeichnungen, Anmerkungen) | Höchstplatzierung, Gesamtwochen, AuszeichnungChartplatzierungen (Jahr, Titel, Album, Platzierungen, Wochen, Auszeichnungen, Anmerkungen) | Höchstplatzierung, Gesamtwochen, AuszeichnungChartplatzierungen (Jahr, Titel, Album, Platzierungen, Wochen, Auszeichnungen, Anmerkungen) | Höchstplatzierung, Gesamtwochen, AuszeichnungChartplatzierungen (Jahr, Titel, Album, Platzierungen, Wochen, Auszeichnungen, Anmerkungen) | Höchstplatzierung, Gesamtwochen, AuszeichnungChartplatzierungen (Jahr, Titel, Album, Platzierungen, Wochen, Auszeichnungen, Anmerkungen) | Anmerkungen                                                             |
| Jahr | Titel Album                                          | DE | AT | CH | UK | US | Anmerkungen                                                             |
| ---- | ---------------------------------------------------- | --- | --- | --- | --- | --- | ----------------------------------------------------------------------- |
| 1999 | Got Your Money Nigga Please                          | — | — | — | UK11 Gold · (8 Wo.)UK | US33 (20 Wo.)US | Erstveröffentlichung: 14. September 1999 Ol’ Dirty Bastard feat. Kelis  |
| 2000 | Honey (Remix) –                                      | — | — | — | UK33 (2 Wo.)UK | — | Erstveröffentlichung: 16. Oktober 2000 Moby feat. Kelis                 |
| 2001 | What It Is Genesis                                   | DE70 (7 Wo.)DE | — | — | — | US63 (14 Wo.)US | Erstveröffentlichung: 1. Mai 2001 Busta Rhymes feat. Kelis              |
| 2002 | When the Last Time Lord Willin’                      | — | — | — | UK41 (2 Wo.)UK | US19 (21 Wo.)US | Erstveröffentlichung: 30. Juli 2002 Clipse & Pharrell feat. Kelis       |
| 2002 | Help Me Loud                                         | DE94 (3 Wo.)DE | — | — | UK65 (2 Wo.)UK | — | Erstveröffentlichung: 2002 Timo Maas feat. Kelis                        |
| 2002 | Take You Home Animal House                           | — | — | — | — | US85 (5 Wo.)US | Erstveröffentlichung: 2002 Angie Martinez feat. Kelis                   |
| 2003 | How You Want That Loon                               | — | — | — | — | US88 (6 Wo.)US | Erstveröffentlichung: 2003 Loon feat. Kelis                             |
| 2003 | Let’s Get III –                                      | — | — | — | UK25 (3 Wo.)UK | — | Erstveröffentlichung: 2003 P. Diddy feat. Kelis                         |
| 2003 | Finest Dreams Richard X Presents His X-Factor Vol. 1 | — | — | — | UK8 (5 Wo.)UK | — | Erstveröffentlichung: 11. August 2003 Richard X feat. Kelis             |
| 2004 | Not in Love 7                                        | DE14 (14 Wo.)DE | AT36 (10 Wo.)AT | CH14 (16 Wo.)CH | UK5 (9 Wo.)UK | — | Erstveröffentlichung: 2. Februar 2004 Enrique Iglesias feat. Kelis      |
| 2006 | I Love My Chick The Big Bang                         | DE38 (9 Wo.)DE | AT71 (2 Wo.)AT | CH22 (13 Wo.)CH | UK8 (10 Wo.)UK | US41 (6 Wo.)US | Erstveröffentlichung: 5. Juni 2006 Busta Rhymes & will.i.am feat. Kelis |
| 2011 | Bounce 18 Months                                     | — | — | — | UK2 Platin · (21 Wo.)UK | — | Erstveröffentlichung: 10. Juni 2011 Calvin Harris feat. Kelis           |
| 2021 | Deal with It Demidevil                               | — | — | — | UK84 (1 Wo.)UK | — | Erstveröffentlichung: 12. Januar 2021 Ashnikko feat. Kelis              |

Weitere Gastbeiträge
- 2000: Supa Love (mit Guru)
- 2001: Perfect Day (mit No Doubt)
- 2001: Truth or Dare (mit N.E.R.D)
- 2001: Candy
- 2003: Make This Run (mit Royce da 5′9″ & Pharrell Williams)
- 2004: Oceania (Radio Mix) (mit Björk)
- 2005: 4 UR Ears (mit Timo Maas)
- 2006: Blindfold Me (feat. Nas)
- 2007: Not a Criminal (mit Chamillionaire)
- 2009: Scars (mit Basement Jaxx, Meleka & Chipmunk)
- 2009: Grey Goose (mit Free School & Apl.de.ap)
- 2009: No Security (mit Crookers)
- 2010: Spaceship (Benny Benassi, Apl.De.Ap & Jean-Baptiste)
- 2013: Hearts (mit Dan Black)

## Statistik

### Chartauswertung
|                     | DE    | AT    | CH    | UK    | US    |
| ------------------- | ----- | ----- | ----- | ----- | ----- |
| Nummer-eins-Alben   | DE—DE | AT—AT | CH—CH | UK—UK | US—US |
| Top-10-Alben        | DE—DE | AT—AT | CH—CH | UK—UK | US1US |
| Alben in den Charts | DE5DE | AT3AT | CH6CH | UK7UK | US5US |

|                       | DE     | AT    | CH    | UK     | US     |
| --------------------- | ------ | ----- | ----- | ------ | ------ |
| Nummer-eins-Singles   | DE—DE  | AT—AT | CH—CH | UK—UK  | US—US  |
| Top-10-Singles        | DE1DE  | AT1AT | CH1CH | UK10UK | US1US  |
| Singles in den Charts | DE11DE | AT7AT | CH9CH | UK22UK | US10US |

### Auszeichnungen für Musikverkäufe
| Goldene Schallplatte - Australien - 2004: für das Album Tasty - Dänemark - 2011: für das Streaming Bounce - 2011: für die Single Bounce - Kanada - 2023: für die Single Bounce - Neuseeland - 2004: für die Single Milkshake - 2004: für die Single Trick Me - 2011: für die Single Bounce | Platin-Schallplatte - Australien - 2004: für die Single Milkshake - 2004: für die Single Trick Me - Kanada - 2007: für den Ringtone Bossy - Schweden - 2013: für die Single Bounce 4× Platin-Schallplatte - Australien - 2012: für die Single Bounce |

Anmerkung: Auszeichnungen in Ländern aus den Charttabellen bzw. Chartboxen sind in ebendiesen zu finden.
| Land/RegionAuszeichnungen für Musikverkäufe (Land/Region, Auszeichnungen, Verkäufe, Quellen) | Silber     | Gold       | Platin       | Verkäufe  | Quellen                   |
| -------------------------------------------------------------------------------------------- | ---------- | ---------- | ------------ | --------- | ------------------------- |
| Australien (ARIA)                                                                            | —          | Gold1      | 6× Platin6   | 455.000   | aria.com.au               |
| Dänemark (IFPI)                                                                              | —          | 2× Gold2   | —            | 15.000    | ifpi.dk                   |
| Deutschland (BVMI)                                                                           | —          | Gold1      | —            | 150.000   | musikindustrie.de         |
| Kanada (MC)                                                                                  | —          | Gold1      | Platin1      | 80.000    | musiccanada.com           |
| Neuseeland (RMNZ)                                                                            | —          | 3× Gold3   | —            | 17.500    | aotearoamusiccharts.co.nz |
| Schweden (IFPI)                                                                              | —          | —          | Platin1      | 40.000    | Einzelnachweise           |
| Vereinigte Staaten (RIAA)                                                                    | —          | 2× Gold2   | 2× Platin2   | 3.000.000 | riaa.com                  |
| Vereinigtes Königreich (BPI)                                                                 | 3× Silber3 | 5× Gold5   | 3× Platin3   | 3.360.000 | bpi.co.uk                 |
| Insgesamt                                                                                    | 3× Silber3 | 15× Gold15 | 13× Platin13 |           |                           |